# Cynochloris reynoldsensis
Cynochloris reynoldsensis är en gräsart som beskrevs av Bryan Kenneth Simon. Cynochloris reynoldsensis ingår i släktet Cynochloris, och familjen gräs.
Artens utbredningsområde är Queensland. Inga underarter finns listade i Catalogue of Life.